# Livadia, Crimeea
Livadia (în rusă Ливадия) este o așezare de tip urban din orașul regional Ialta, Rusia. În afara localității principale, nu cuprinde și alte sate.

## Demografie
Componența lingvistică a așezării de tip urban Livadia
     Rusă (87,96%)
     Ucraineană (10,24%)
     Alte limbi (0,89%)
Conform recensământului din 2001, majoritatea populației așezării de tip urban Livadia era vorbitoare de rusă (87,96%), existând în minoritate și vorbitori de ucraineană (10,24%).

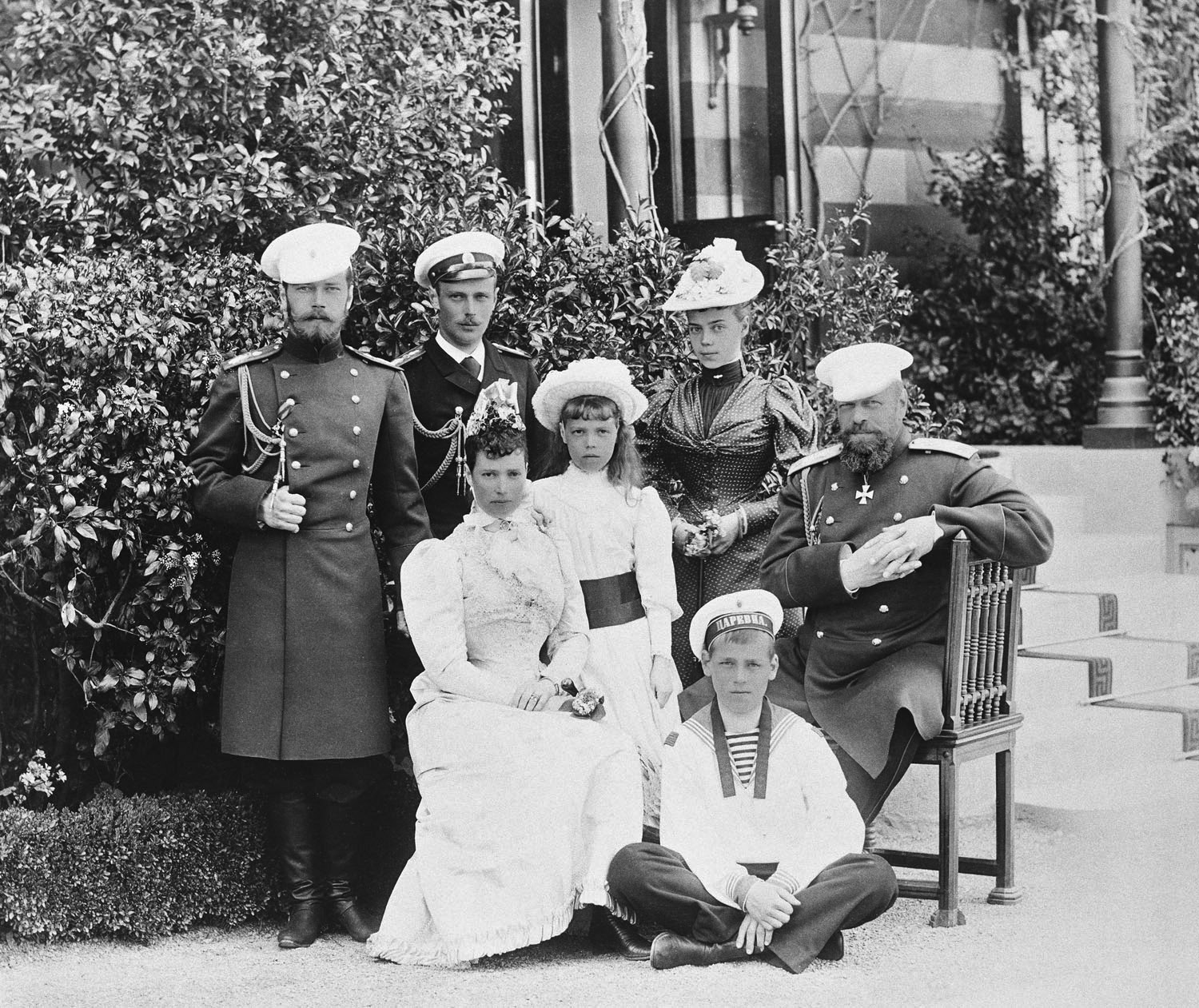
Tsar Alexander III cu familia în Livadia, circa 1890
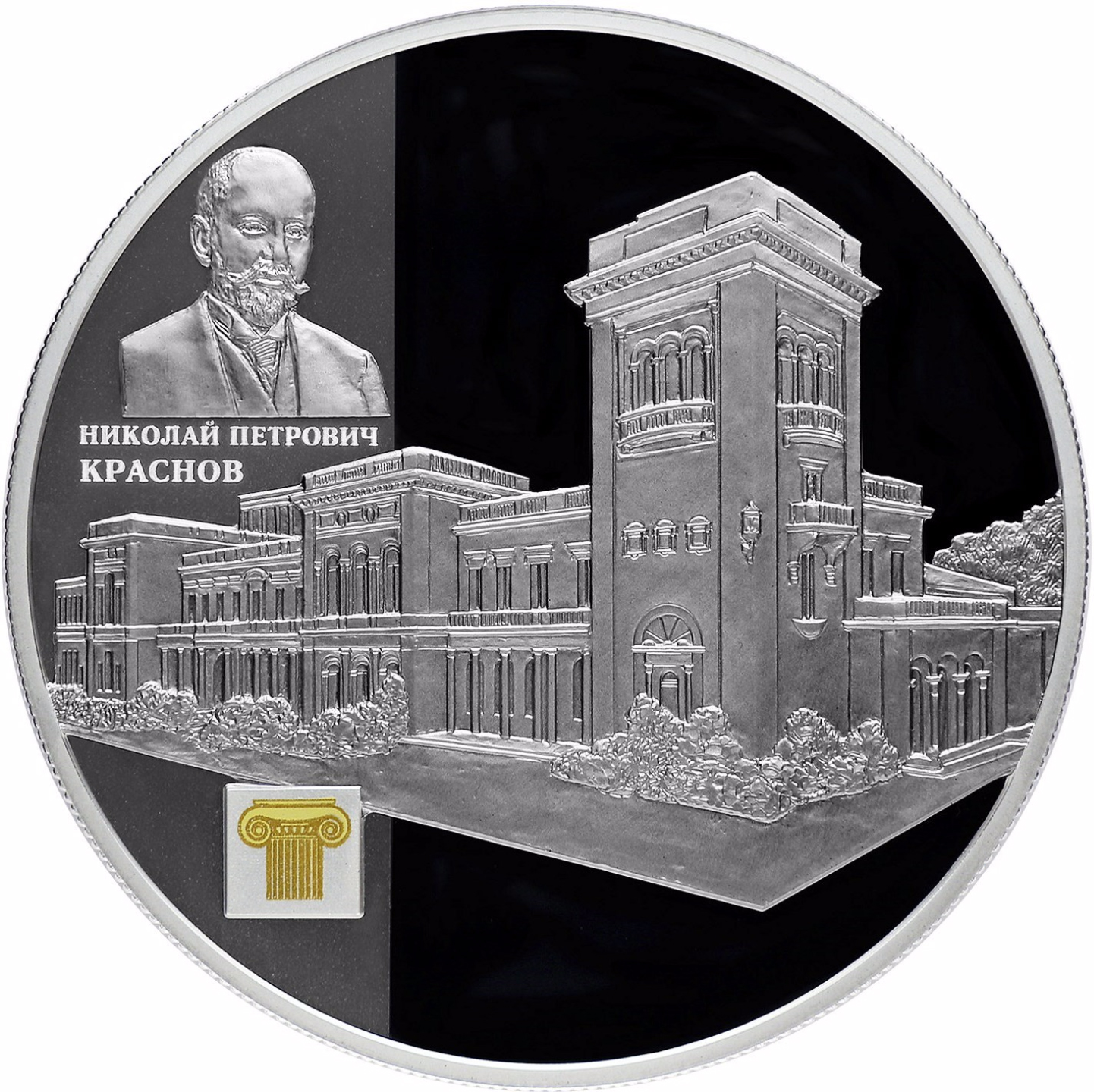
Arhitectul Nikolai Krasnov, monedă comemorativă
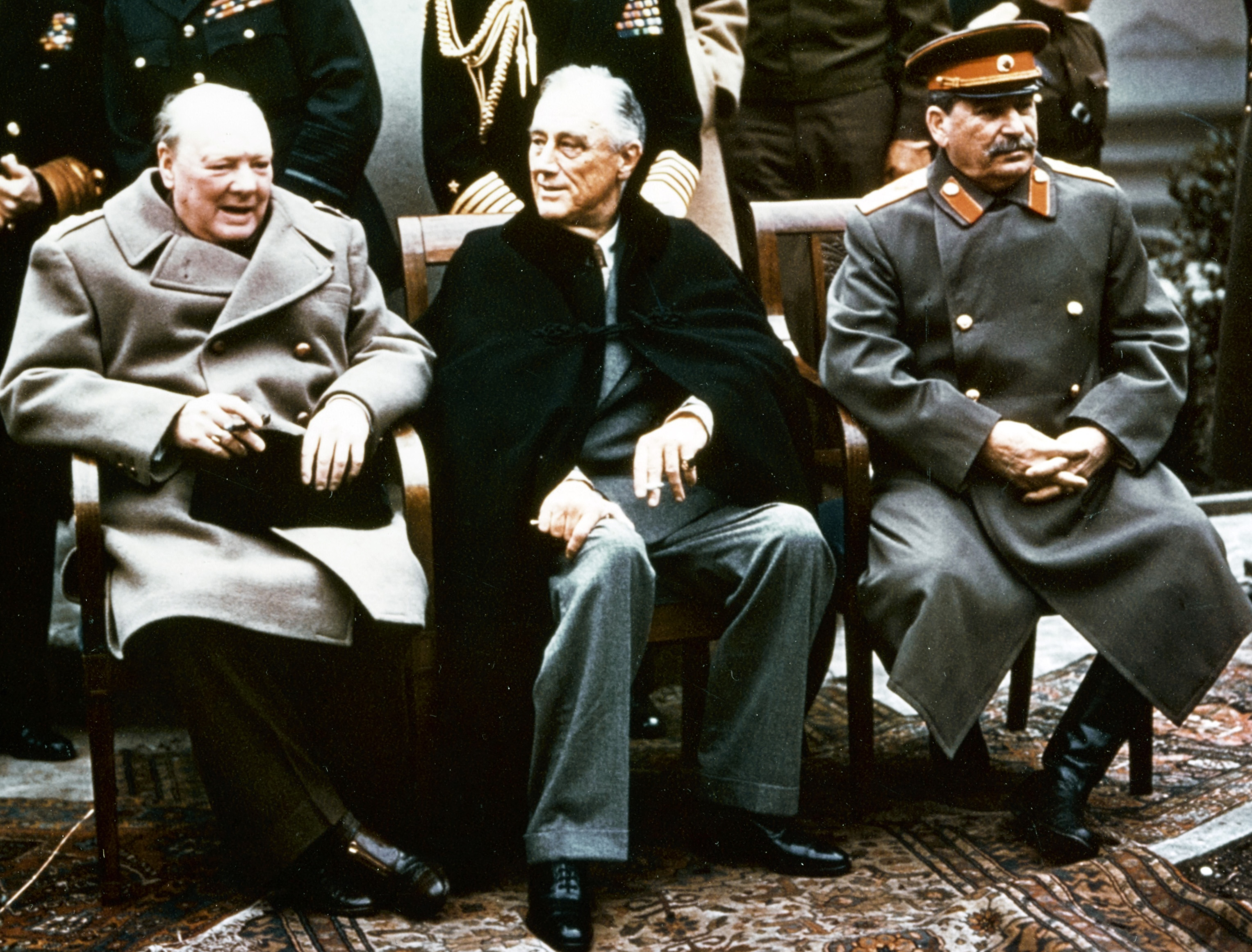
Conferința de la Yalta, 1945
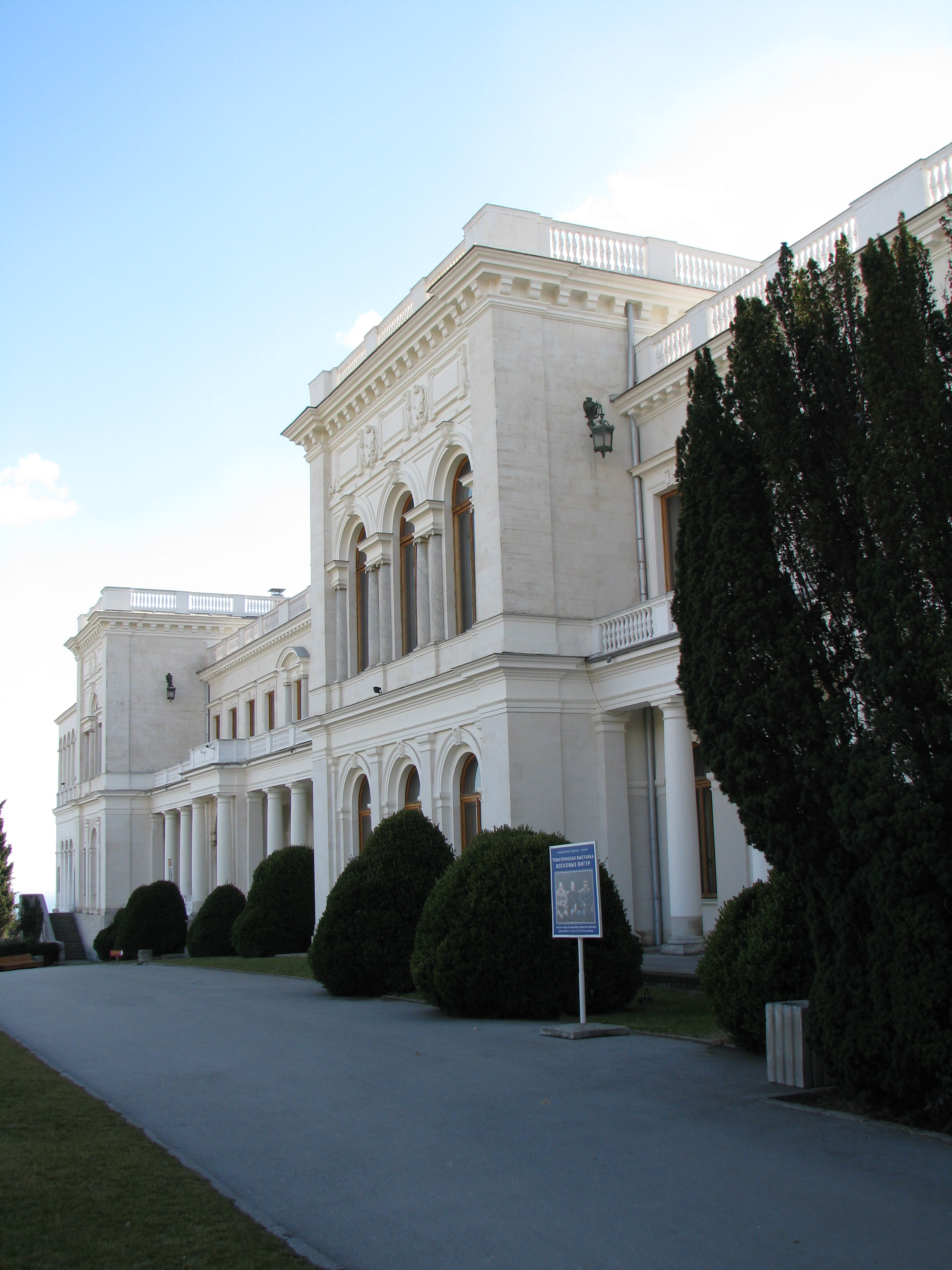
Fatada principală
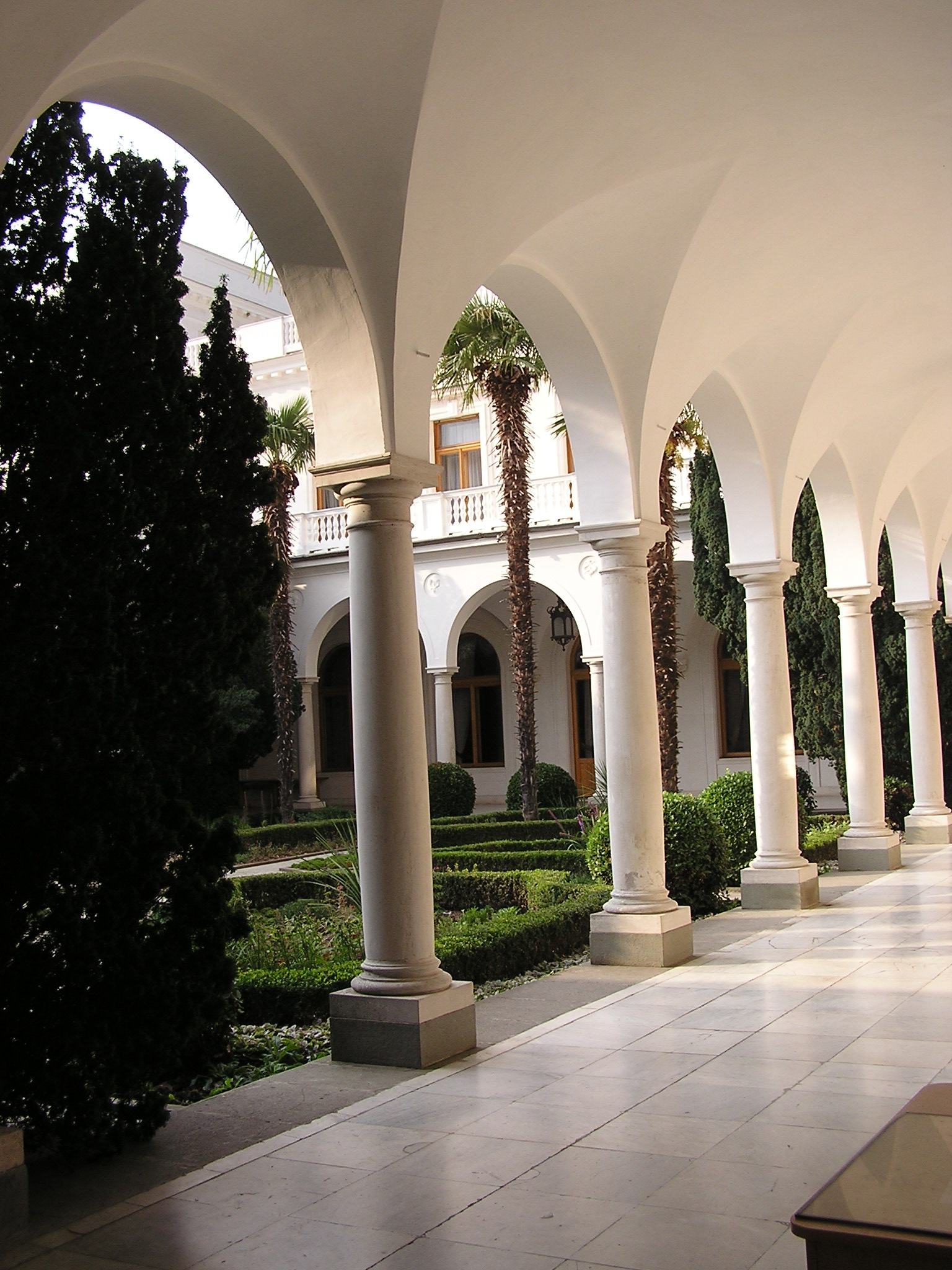
Curtea italiană